# In Search of the Last Action Heroes
În căutarea ultimilor eroi de acțiune (In Search of the Last Action Heroes) este un film documentar din 2019 scris și regizat de Oliver Harper și co-scris de Timon Singh. Filmul revizuiește filmele de acțiune din anii 1980 și 1990, adesea considerate Epoca de Aur a genului, prin interviuri cu regizori și actori care au fost activi în această perioadă sau sunt considerați succesori ai acestora.

## Distribuție
- Scott Adkins[2]
- Shane Black[2]
- Stan Bush[2]
- Ronny Cox[2]
- Boaz Davidson[2]
- Steven E. de Souza[2]
- Brad Fiedel[2]
- Sam Firstenberg[2]
- Mark Goldblatt[2]
- Jeffrey Greenstein[2]
- Mario Kassar[2]
- Mark L. Lester[2]
- Sheldon Lettich[2]
- Peter MacDonald[2]
- Zak Penn[2]
- Phillip Rhee[2]
- Eric Roberts[2]
- Cynthia Rothrock[2]
- Brian Tyler[7]
- Paul Verhoeven[2]
- Graham Yost[2]
- Vernon Wells[2]
- Michael Jai White[2]

Mai apar și David J. Moore, autorul cărții The Good, the Tough, and the Deadly: Action Movies and Stars,  și Ian Nathan, jurnalistul revistei Empire și autorul cărții The Terminator Vault.

## Producție
Regizorul Harper a lucrat în diferite posturi pentru lanțul de cinema britanic Cineworld. Inspirat de retrospectivele video produse de website-ul de jocuri video GameTrailers, a început să producă emisiuni scurte similare despre filme de acțiune clasice, pe care le-a publicat pe Blip și pe propriul său site Oliver Harper's Retrospectives and Reviews. Robin Block, un documentarist al coloanelor sonore care dorește să se ramifice și în istoria populară a filmului, a descoperit seria lui Harper și s-a oferit să-i sponsorizeze munca. Relația dintre cei doi a evoluat ca un proiect de realizare a unui lungmetraj. Știri despre producția documentarului au ajuns și la Timon Singh, un creator de publicitate și autor al cărții Born to Be Bad: Talking to the Greatest Villains in Action Cinema, care s-a oferit să colaboreze și să-și folosească conexiunile pe care le-a creat în timpul scrierii cărții sale pentru a aranja unele dintre interviurile filmului. Jurnalistul de cinema David A. Weiner, care urma să-și regizeze propriile documentare pentru Block, a lucrat ca producător al lungmetrajului.

## Lansare
In Search of the Last Action Heroes a avut premiera la 18 decembrie 2019 la Castle Cinema din Londra, Regatul Unit. Filmul a fost lansat pe DVD și pe disc Blu-ray de către distribuitorul american Gravitas Ventures la 21 ianuarie 2020.

## Recepție
Scriind pentru website-ul Stuff, recenzorul James Croot a afirmat că, deși „[poate] nu este la fel de profund, ireverențios sau elegant ca documentarul Netflix The Movies That Made Us, sau revelator precum documentarul [RatPac Entertainment]  Electric Boogaloo: The Wild, Untold Story of Cannon Films[...], In Search of the Last Action Heroes este totuși o producție foarte distractivă și inspiratoare.”

## Moștenire
Documentarul a inspirat o serie de producții similare de cultură populară, printre care În căutarea întunericului I - III, o trilogie despre filmele de groază și În căutarea zilei de mâine, o retrospectivă a filmelor științifico-fantastice. Acestea au fost regizate de David A. Weiner.Harper a continuat să regizeze Here Comes a New Challenger, care examinează nebunia din jurul francizei transmedia Street Fighter. De asemenea, a editat The Last Kumite, un lungmetraj care reunește multe chipuri cunoscute ale cinematografiei de arte marțiale din anii 1980, inclusiv intervievații acestui film, Cynthia Rothrock și Stan Bush.